# Zona de abundância
Na bioestratigrafia, uma Zona de abundância, Zona de acme, zona de apogeu, epíbole ou Zona de pico é a área de uma teilzona onde um determinado fóssil táxon atinge um maior nível de abundância.